# Метропола (албум)
Метропола је назив трећег студијског албума Раде Манојловић, који је објављен 14. јуна 2016. године за Гранд продукцију.

## О албуму
Први сингл "Алкотест" је објављен 9. децембра 2014 године. Премијерно пуштен спот у емисији "Амиџић шоу". 28. децембра исте године објављен је други по реду сингл "Глатко". Трећи сингл урађен у дуету са Харисом Берковић "Бисери и свила" за кратко време је постао велики хит. Објављен је 7. фебруара 2016 године. 
Албум је коначно угледао светлост дана 14. јуна 2016 године. Тог дана објављене су песме "Метропола ", "Истина жива" и "Гратис". А три дана касније и преостале песме са албума: "Мали је град", "Себи тихо поновим", "За бивше љубави"...
На албуму се укупно налази 11 песама од којих су 8 нових и 3 старе песме. На албуму су се издвојиле песме као хитови: "Метропола", "Алкотест", "Глатко", "За бивше љубави " и Бисери и свила".